# Claude Guy Hallé
Pour les articles homonymes, voir Hallé.
Claude Guy Hallé, né en 1652 à Paris et mort en 1736 à Paris, est un peintre français.

## Biographie
Fils du peintre Daniel Hallé et père du peintre Noël Hallé, Claude Guy Hallé est couronné plusieurs fois par l’Académie royale de peinture. Il y mène une carrière prestigieuse : agréé en 1681, il est reçu en 1682 avec Le Rétablissement de la religion catholique dans Strasbourg. En 1693, il est nommé adjoint à professeur, et en 1702, professeur. Il est nommé adjoint à recteur en 1730, recteur en 1733, et en 1734 il est « Directeur [de quartier] et Recteur » avec Largillière, Rigaud et Coustou (avant de redevenir recteur en 1735, quand Coustou devient directeur). Il meurt en 1736, âgé de près de quatre-vingt-cinq ans.
Il est chargé de la réalisation de quelques peintures pour la Ménagerie de Versailles.
Il reçut le prix de Rome en 1675 pour la Transgression d’Adam et Ève.
Son portrait par Jean Le Gros (1671-1745), élève de Hyacinthe Rigaud fut peint en 1725.

## Œuvres
- Transgression d’Adam et Ève, 1675 ;
- Jésus chassant les marchands du Temple, may de Notre-Dame de Paris de 1686, musée des Beaux-Arts d'Arras ;
- Jeux d'enfants : le saut du chien, ambassade de France en Allemagne ;
- La Présentation au temple, musée des Beaux-Arts de Rouen ;
- L'Adoration des mages, musée d’Orléans ;
- L'Annonciation, musée du Louvre. Peinture commandée en 1708 par le chanoine Antoine de La Porte (1627-1710) avec l'assentiment du roi Louis XIV dans le cadre des travaux de la réalisation du vœu de Louis XIII
- Le Festin de Balthazar, Paris, église Saint-Augustin ;
- Réparation faite à Louis XIV par le doge de Gênes. 15 mai 1685, Versailles, musée national du Château de Versailles et de Trianon ;
- Saint Pierre recevant les clefs du ciel, huile sur toile, 152 x 105 cm, Saint-Riquier (Somme), église abbatiale (1690), classé monument historique au titre d'objet, le 25 mai 1907[3].

- Simon Hurtrelle (1648-1724), Versailles, musée national du Château de Versailles et de Trianon
- Le Saut du chien, plume et encre brune, lavis brun, rehauts de craie et de gouache sur papier bleu gris. H. 0,146 ; L. 0,130 m[4]. Ce dessin est préparatoire au tableau du Louvre et rend compte de toutes les caractéristiques de son art : la composition, claire et élégante, met en scène trois personnages et un chien qui forment une frise tandis que l'arrière-plan est occupé par un bouquet d'arbres et une barrière. Ses figures dansantes ont des visages aux nez pointus et aux petits yeux ronds encadrés de belles boucles, typiques de Hallé[5].

## Galerie d'images

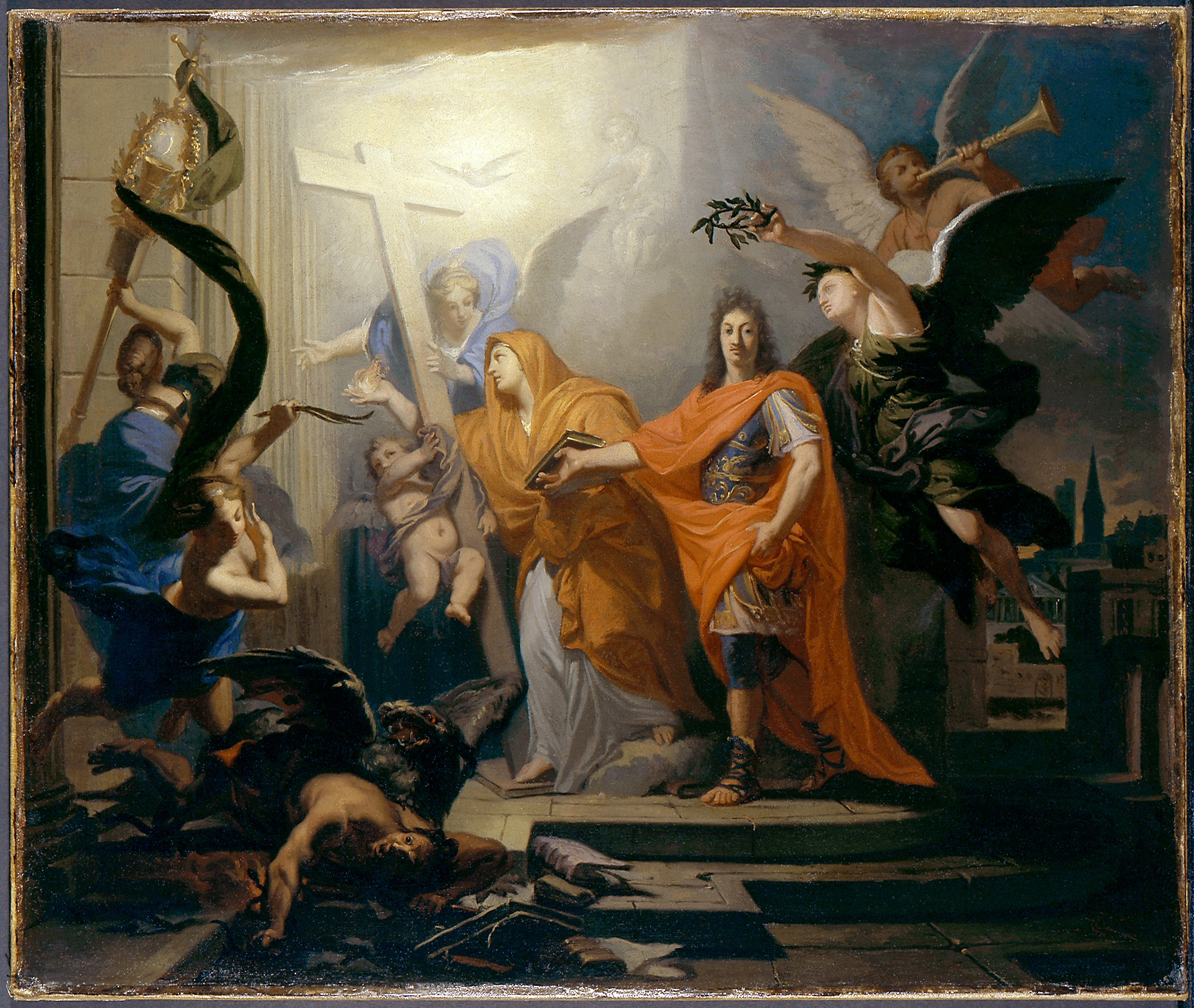
La restauration de la religion catholique à Strasbourg. vers 1681.
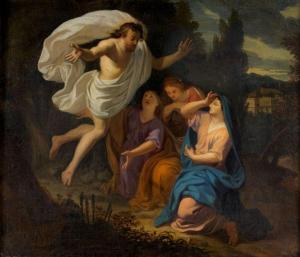
Le Christ apparaissant aux trois Marie.
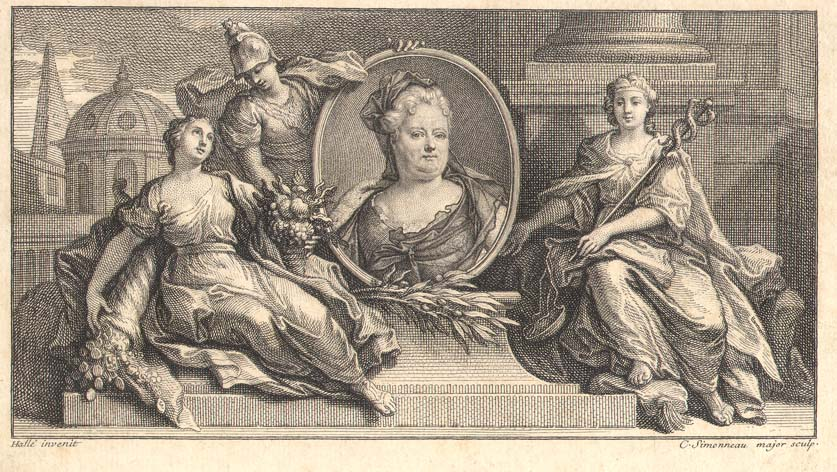
Portrait gravé de Madame, épouse de Philippe d'Orléans.
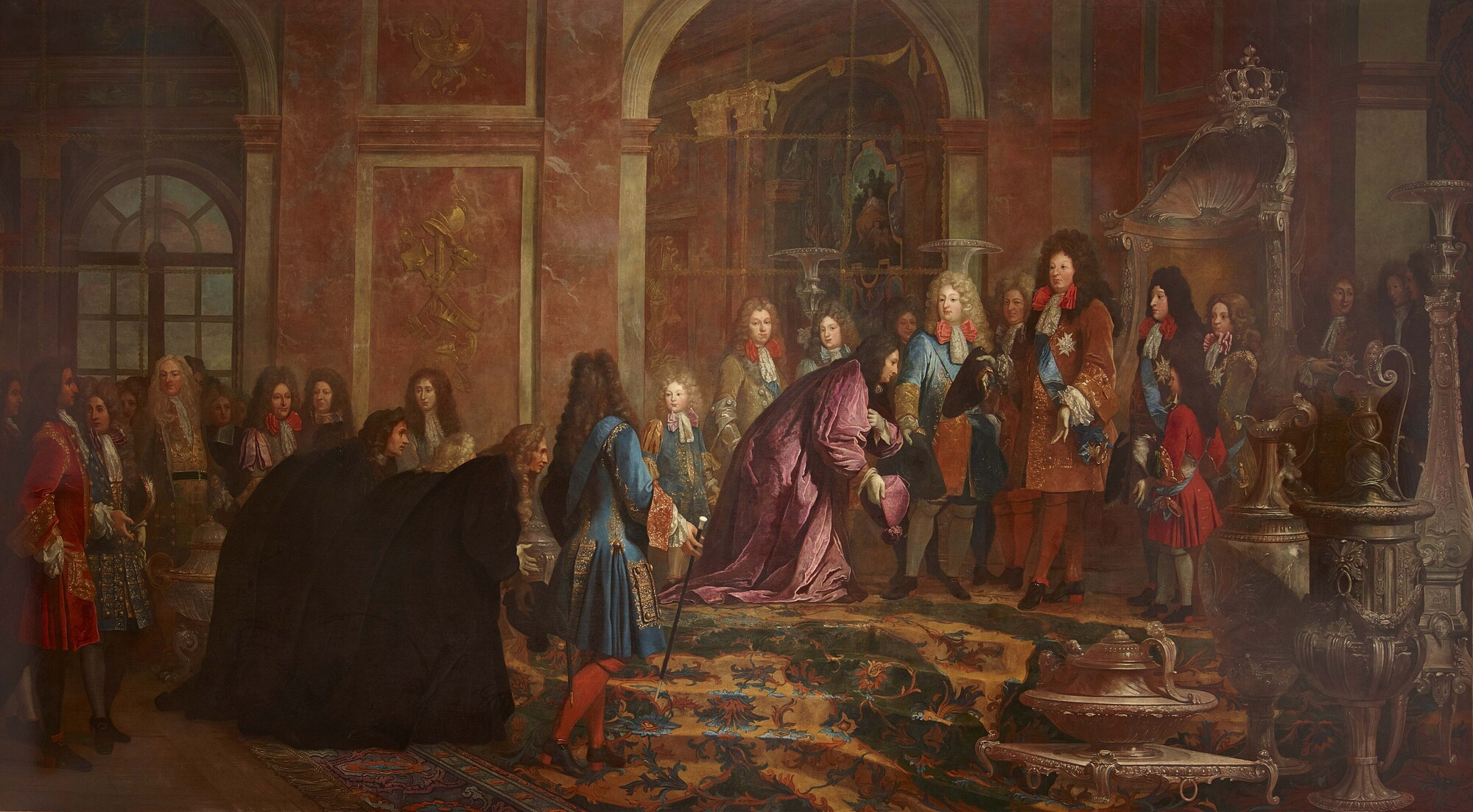
Réparation faite à Louis XIV par le doge de Gênes Francesco Maria Lercari Imperiale, 15 mai 1685. Peint vers 1710-1715.
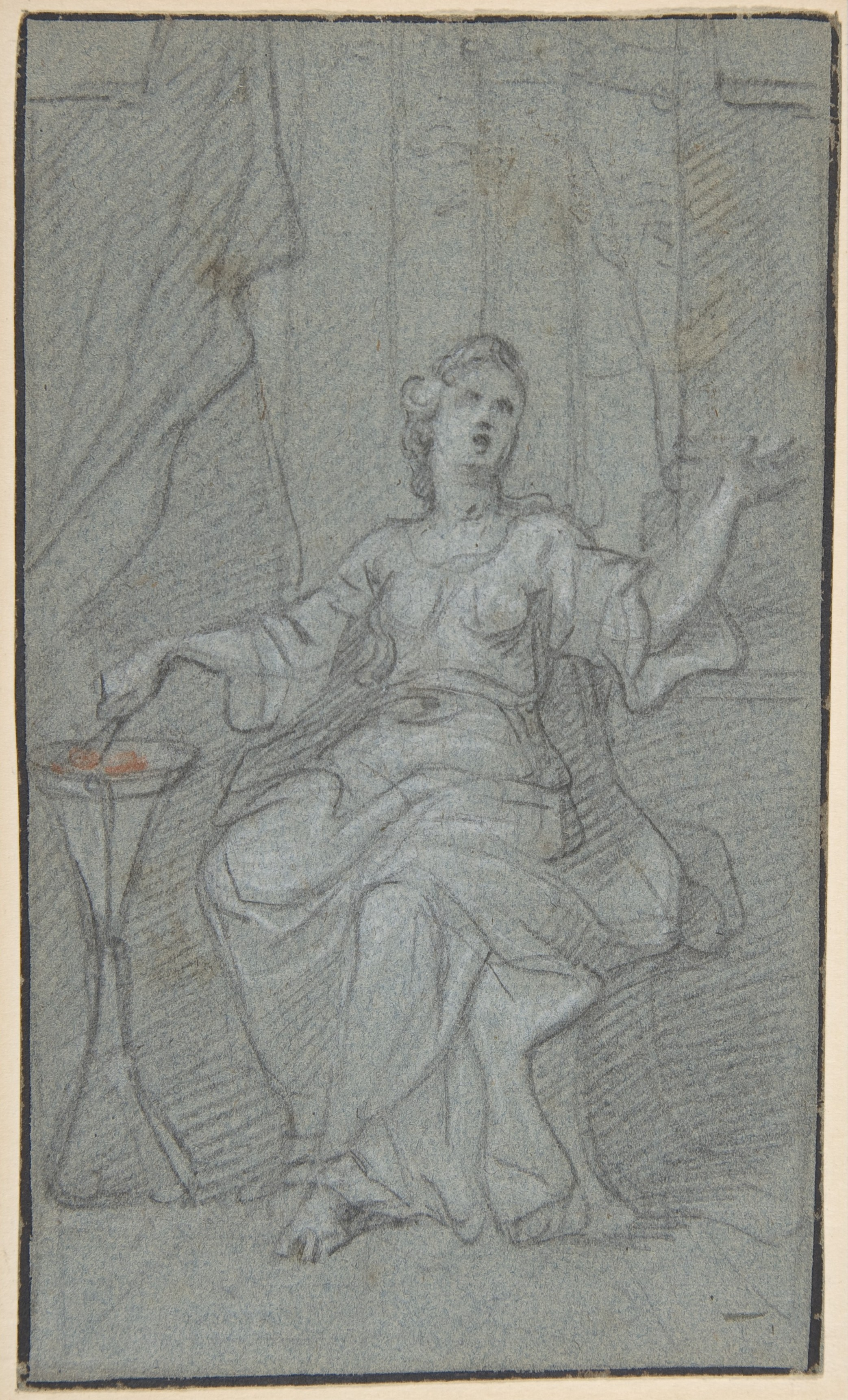
Dessin de Hallé conservé au MET, NY.

## Interprétations
- Réunion des lettrés chrétiens, gravure au burin de Simon Thomassin d'après Claude Guy Hallé[6]